# Toyota ProAce
Le Toyota ProAce est un véhicule utilitaire produit par Toyota depuis 2013 lors de sa coopération avec PSA (Citroën-Peugeot).

## Première génération (2013-2016)

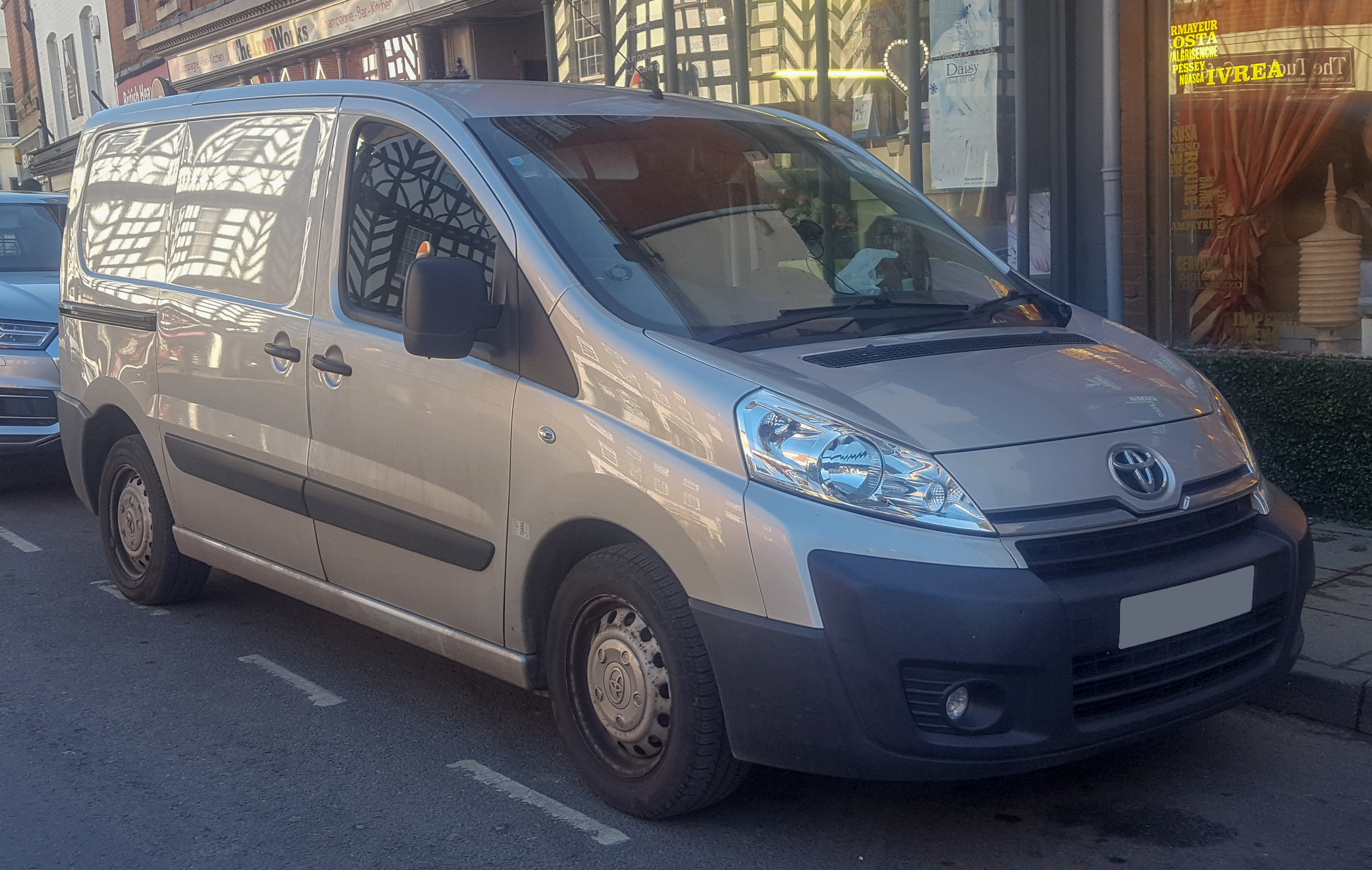
Toyota ProAce I

La première génération de ProAce, dévoilée en 2012 et sortie en 2013, est le frère jumeau des Citroën Jumpy II, Peugeot Expert II et Fiat Scudo II. Elle remplace le Toyota HiAce H100 construit en 15 ans (1989 - 2004) et le XH10, en 18 ans de production.

## Seconde génération (2016-...)

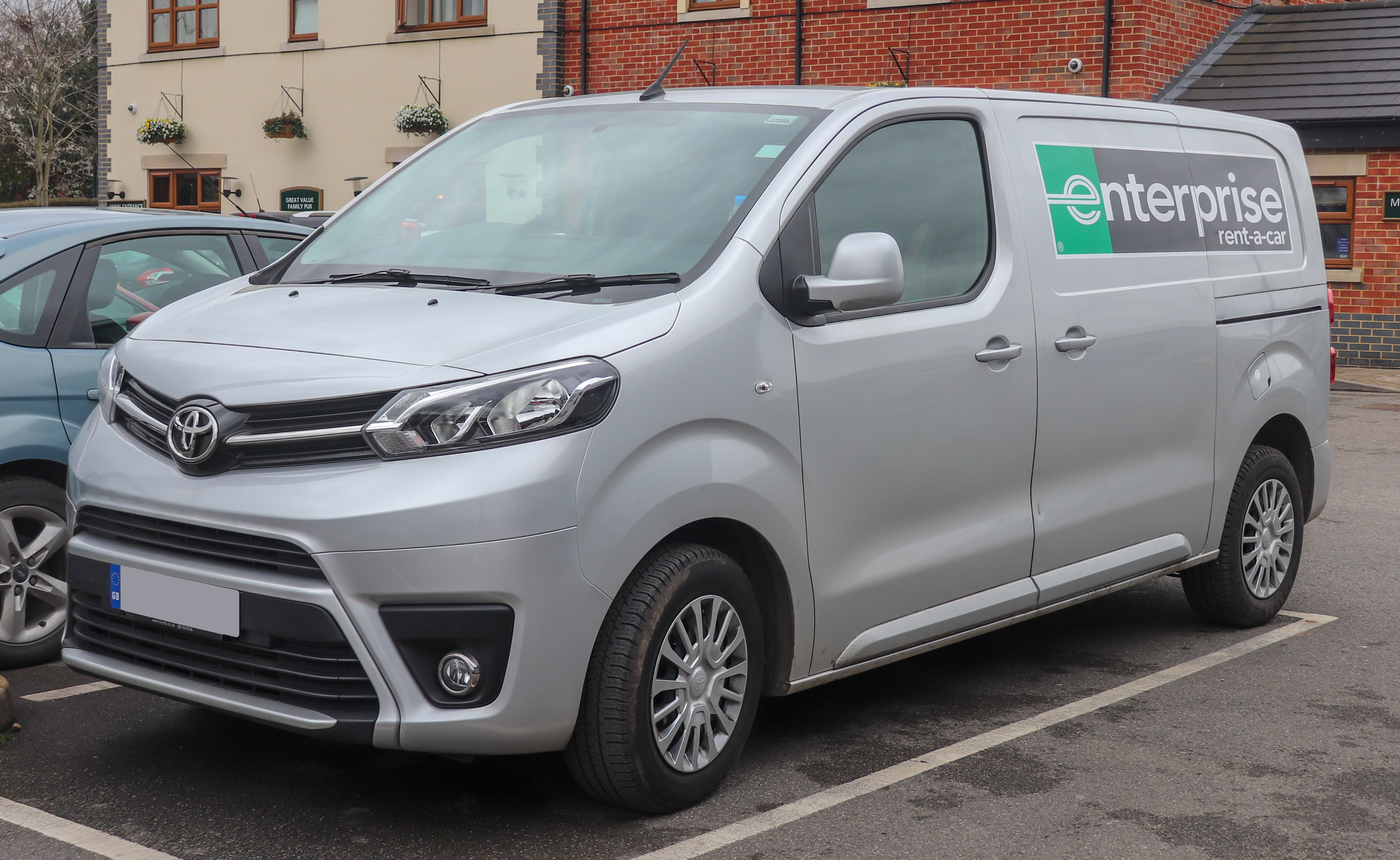
Toyota ProAce II

Lors de la fin de coopération de PSA avec Fiat vers fin 2016, Toyota remplace ce dernier afin de partager des coûts de conception pour le ProAce II qui est cette fois encore basé sur les Citroën Space Tourer et Peugeot Traveller.

## ProAce City
Le 30 avril 2019, Toyota a présenté le nouveau ProAce City au Salon des Véhicules Utilitaires de Birmingham. Ce dernier est un renouvellement de la gamme utilitaire légère de la marque japonaise. ProAce City résulte de la nouvelle collaboration entre PSA et le groupe Toyota.

## ProAce Max
En novembre 2023, Toyota renouvelle sa gamme d'utilitaires sur le marché européen. Comme les utilitaires Stellantis dont ils sont dérivés, les Proace City et Proace bénéficient d'un restylage et le Proace Max, clone du Fiat Ducato III est lancé.